# Cruz huguenote

Cruz huguenote

A cruz huguenote é um símbolo religioso cristão originário da França e é um dos símbolos mais reconhecíveis e populares da fé reformada francesa. É comum encontrar hoje como uma joia (em ouro ou prata) ou gravada em edifícios ligados à Igreja Reformada Francesa. Também fazia parte do logotipo oficial da Igreja Reformada da França.